# Аннинский монетный двор
Аннинский монетный двор — государственное предприятие Российской империи, располагалось в селе Аннинское Пермской губернии, работало с 1789 по 1798 год. Двор был учреждён указом Екатерины II от 1 февраля 1788 года. Указом предписывалось построить монетный двор «на реке Бабке, где был прежде Аннинский завод».
Согласно указу предполагалось привлечь к работе на монетном дворе и его продовольственному снабжению местных ссыльных при условии их раскаяния, пребывания в ссылке не менее пяти лет и отбывания ссылки не за особо тяжкие преступления.
Двор чеканил медные монеты различных достоинств. Участвовал в массовой перечеканке медных монет в 1796 году и в обратной перечеканке этих монет; обратную перечеканку производил ранее изготовленными штемпелями с собственным обозначением.
Действовали фабрики: расковочная, плющильная, прорезная, гуртильная, печатная, плавильная и др. Выплавка меди не производилась, двор получал её с других заводов. На монетах знак Аннинского монетного двора обозначался буквами «АМ». Характерной особенностью значительной части сохранившихся монет этого двора является тёмно-красный оттенок патины.
В 1797 году Сенат, опираясь на заключение президента Берг-коллегии тайного советника А. А. Нартова, обратился к императору Павлу I с предложением с целью снижения казённых расходов уничтожить Аннинский монетный двор, а выпадающий объём чеканки монет компенсировать увеличением производительности Екатеринбургского монетного двора. Указом Павла I от 5 января 1798 года Аннинский монетный двор был уничтожен. Указ предписывал переместить на Екатеринбургский монетный двор всех сотрудников Аннинского двора, а также всё его оборудование.